# Сирик (село)
Сирик (азерб. Sirik) — село в одноимённой административной единице Джебраильского района Азербайджана, расположенное на склонах Карабахского хребта, в 15 км к северо-западу от города Джебраил.

## Топонимика
Название села связано с названием племени сирак. В 1917 году село было зафиксировано как Сирикли. Слово Сирик с тюркских языков означает «палка».

## История
В годы Российской империи село Сириклу входило в состав Джебраильского уезда Елизаветпольской губернии.
В советские годы село входило в состав одноимённого сельсовета Джебраильского района Азербайджанской ССР. В селе были расположены восьмиклассная школа, библиотека, клуб и медицинский пункт. В результате Первой карабахской войны в августе 1993 года перешло под контроль непризнанной Нагорно-Карабахской Республики, и в тот период носило название «Айкаван» и было административно подчинено общине Хандзадзор Гадрутского района.
22 октября 2020 года Президент Азербайджана Ильхам Алиев заявил об возвращении под контроль Азербайджана села Сирик.

## Население
По данным «Свода статистических данных о населении Закавказского края, извлеченных из посемейных списков 1886 года» в селе Сириклу Машанлинского сельского округа Джебраильского уезда было 43 дыма и проживало 252 азербайджанца (указаны как «татары»), которые были суннитами по вероисповеданию и крестьянами.
По данным «Кавказского календаря» на 1912 год в селе Сирик Карягинского уезда проживало 100 человек, в основном азербайджанцев, указанных в календаре как «татары».
По данным издания «Административное деление АССР», подготовленного в 1933 году Управлением народно-хозяйственного учёта Азербайджанской ССР (АзНХУ), по состоянию на 1 января 1933 года в селе Сирик, входившем в состав Ахмедлинского сельсовета Джебраильского района Азербайджанской ССР, было 70 хозяйств и проживало 430 жителей. Всё население сельсовета составляли азербайджанцы (в источнике — «тюрки»).
В 1983 году в селе проживало 512 человек. Население села занималось животноводством, возделыванием пшеницы и виноградарством.

## Памятники культуры
В селе Сирик расположены старинное кладбище и крепость эпохи средневековья.